# موسيه (عفرين)
موسيه  قرية سوريّة تتبع إداريّاً لمحافظة حلب منطقة عفرين ناحية راجو، بلغ تعداد سكانها 359 نسمة حسب التعداد السكاني لعام 2004.